# Xeneretmus latifrons
Xeneretmus latifrons är en fiskart som först beskrevs av Gilbert, 1890.  Xeneretmus latifrons ingår i släktet Xeneretmus och familjen pansarsimpor. Inga underarter finns listade i Catalogue of Life.